# Polistes

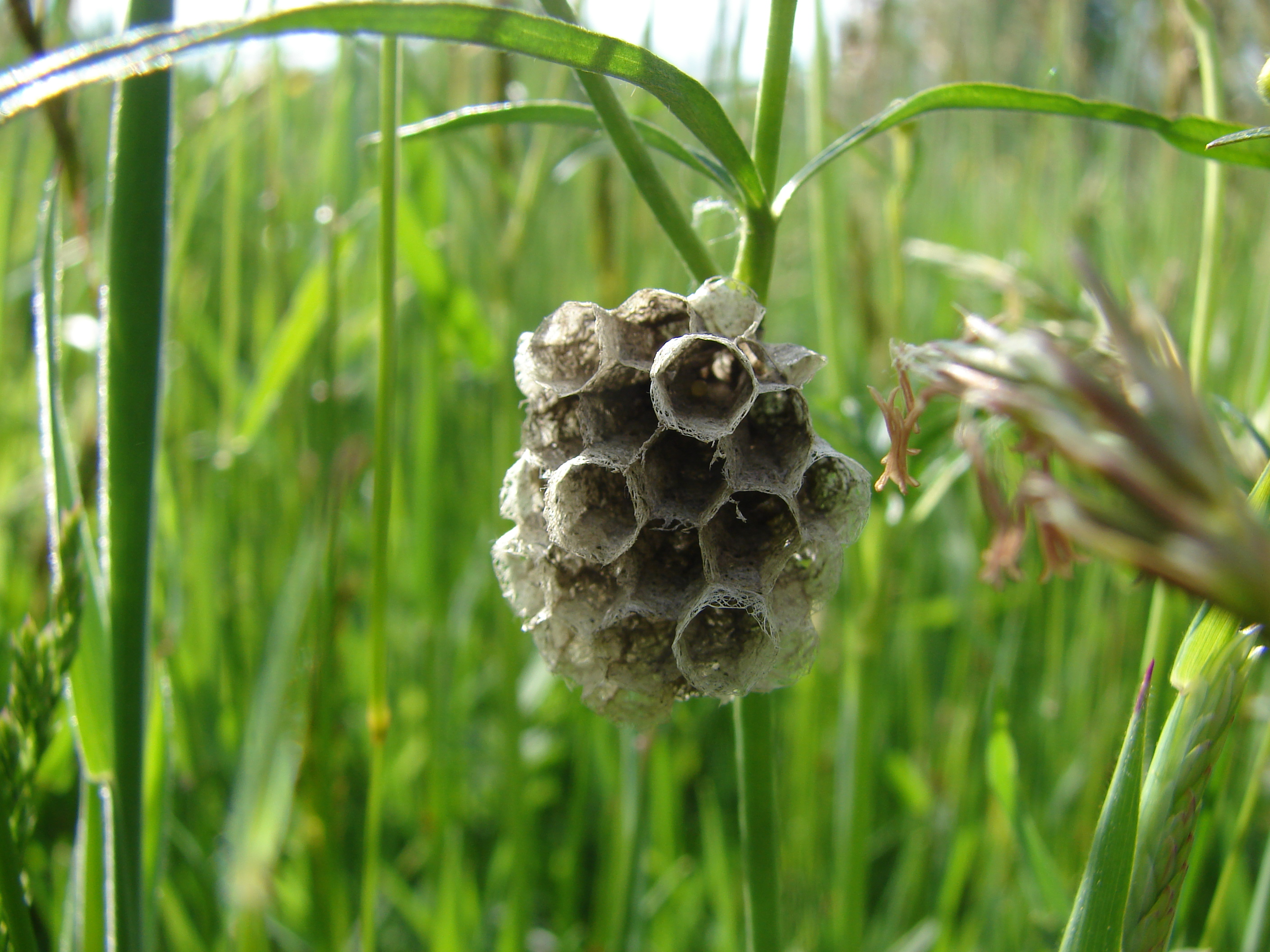
Gniazdo osy klecanki. Majowa łąka.

Polistes – rodzaj owadów błonkoskrzydłych z rodziny osowatych (Vespidae), jedyny rodzaj tworzący plemię Polistini i jednocześnie najliczniejszy w rodzinie osowatych. Zalicza się do niego około 300 szeroko rozpowszechnionych gatunków i podgatunków. Kilka z nich występuje w Polsce. W języku polskim gatunki zaliczane do tego rodzaju określane są nazwą klecanka, m.in. klecanka rdzaworożna (Polistes dominula) i klecanka polna (Polistes nimpha).
Wszystkie osy z tego rodzaju są drapieżnikami, żywią się głównie gąsienicami. W strefie klimatu tropikalnego wytwarzają i magazynują miód o składzie zbliżonym do miodu os z rodzaju Brachygastra, powszechnie wykorzystywanego przez lokalną ludność od Meksyku do Brazylii. Miód ten może zawierać trujące dla ludzi związki, zwłaszcza w okresie kwitnienia bieluni (Datura).